# یواس‌اس لیک (دی‌ئی-۳۰۱)
یواس‌اس لیک (دی‌ئی-۳۰۱) (به انگلیسی: USS Lake (DE-301)) یک کشتی بود که طول آن ۲۸۹ فوت ۵ اینچ (۸۸٫۲۱ متر) بود. این کشتی در سال ۱۹۴۳ ساخته شد.